# Rivière à la Chute (rivière Sautauriski)
Pour les articles homonymes, voir Rivière à la Chute.
La rivière à la Chute est un affluent de la rivière Sautauriski, coulant dans la région administrative de la Capitale-Nationale, dans la province de Québec, Canada. Ce cours d’eau traverse le territoire non organisé du Lac-Jacques-Cartier dans la municipalité régionale de comté (MRC) La Côte-de-Beaupré et de la municipalité de Stoneham-et-Tewkesbury, dans la MRC de la La Jacques-Cartier.
Le parcours de la rivière coule entièrement dans le parc national de la Jacques-Cartier qui est affilié à la Société des établissements de plein air du Québec (Sépaq).
La vallée de la rivière à la Chute est surtout desservie du côté est par la route 175 qui relie les villes de Québec et de Saguenay. Quelques routes secondaires desservent cette zone pour les besoins de la foresterie et des activités récréotouristiques.
La foresterie est la principale activité économique du secteur ; les activités récréo-touristiques, en second.
La surface de la rivière à la Chute (sauf les zones de rapides) est généralement gelée de début décembre à fin mars ; la circulation sécuritaire sur la glace se fait généralement de fin décembre à début mars.

## Géographie
La rivière à la Chute tire sa source du lac des Quatre Jumeaux (longueur : 1,8 km ; largeur : 0,9 km ; altitude : 759 m), situé dans le territoire non organisé du Lac-Jacques-Cartier, dans la MRC de La Côte-de-Beaupré. Ce lac a une forme atypique, étant encaissé entre les montagnes. Il comporte une presqu'île rattachée à rive nord s'étirant sur 0,6 km vers le sud, et une seconde presqu'île rattachée à la rive ouest s'étirant sur 0,3 km vers le nord-est. Une tour à feu était située à 1,3 km au sud-est au sommet d'une montagne, à 958 m d'altitude.
Le cours de la rivière à la Chute ressemble à un point d'interrogation. Hormis la partie supérieure, le cours de la rivière coule plus ou moins en parallèle (côté est) à la rivière Jacques-Cartier. Le cours de la rivière coule sur 22,1 km avec une dénivellation de 485 m selon les segments suivants :
- 1,5 km vers le nord-ouest notamment en traversant le lac de la Perche (longueur : 0,23 km ; altitude : 733 m) jusqu’à son embouchure ;
- 0,8 km vers l’est en traversant une zone de marais, puis bifurquant vers le nord notamment en traversant le lac Vaucaire (longueur : 0,5 km ; altitude : 715 m) jusqu’à son embouchure ;
- 1,4 km vers le nord-est en courbant vers l’est pour contourner une montagne, jusqu’à un ruisseau (venant du nord) ;
- 7,9 km vers le sud-est dans une vallée encaissée, jusqu'à la limite nord du canton de Cauchon ;
- 3,2 km vers le sud dans le canton de Cauchon dans une vallée encaissée jusqu'à la décharge (venant du nord) du lac à la Chute ;
- 2,5 km vers le sud dans une vallée encaissée, jusqu’à la limite sud du canton de Cauchon ;
- 4,8 km vers le sud dans une vallée encaissée, en recueillant un ruisseau (venant du nord-ouest), jusqu'à son embouchure[3].

La décharge de la rivière à la Chute est située sur la rive nord-ouest de la rivière Sautauriski. À partir de cette confluence, le courant descend la rivière Sautauriski sur 4,6 km vers le sud, puis emprunte le cours de la rivière Jacques-Cartier généralement vers le sud jusqu'à la rive nord-est du fleuve Saint-Laurent.

## Toponymie
Ce toponyme figure sur divers documents, cartographiques ou autres, au moins depuis 1925.
Le toponyme rivière à la Chute a été officialisé le 5 décembre 1968 à la Banque des noms de lieux de la Commission de toponymie du Québec.